# 吳麟
吳麟（1485年—1553年），字允祥，號苕源、苕溪，浙江湖州府孝豐縣人，軍籍，明朝政治人物。

## 生平
正德十一年（1516年）丙子科浙江鄉試第四十九名舉人，嘉靖五年（1526年）丙戌科二甲第五十二名進士。授刑部福建司主事，八年（1529年）升河南道監察御史，巡視北直隸、山東、河南馬政，上奏四事，十年（1531年）改巡按廣東，平定新會等地山賊有功，獲賜銀幣。
此後，吳麟因權貴排擠，謫泰州判官，升南京兵部郎中，出為安慶府知府。他勤於政事，執法嚴厲，部屬畏服，餘暇時常校閱並激勵諸生，文風得以振奮。三年後，以江南北治行第一，升山東按察司副使，不久因為不得侍養，請求回鄉七年。丁父憂，他因哀傷過度去世。

## 家族
父吳松，號南山；母張氏。弟吳龍，同科進士，福建布政使司參政。
子吳維嶽、吳維京均為進士。